# Jesse Lingard
Jesse Ellis Lingard (Warrington, Inglaterra, 15 de diciembre de 1992) es un futbolista británico, de ascendencia sanvicentina, que juega como centrocampista en el Football Club Seoul de la K League 1.

## Trayectoria

### Inicios y cesiones
Lingard llegó a la Academia del Manchester United con siete años de edad. Avanzó a través de su cantera y fue parte del equipo que ganó la FA Youth Cup en la temporada 2010–11, lo que le ayudó a firmar un contrato profesional en el verano de 2011. El 30 de noviembre de 2011 recibió su primera convocatoria con el primer equipo, aunque no llegó a debutar.

#### Leicester City
El 6 de noviembre de 2012 él y su compañero de equipo Michael Keane se unieron al Leicester City en calidad de préstamo por un mes. Lingard hizo su debut con el Leicester City ese mismo día, en un empate 0-0 contra el Bolton Wanderers, al entrar como sustituto en el minuto 85. Esta cesión se amplió posteriormente al 2 de enero de 2013.

#### Birmingham City
En septiembre de 2013 se unió al Birmingham City en calidad de préstamo por un mes. En su primer partido con el club fue directo al once titular para el partido en casa, ante el Sheffield Wednesday. En ese encuentro abrió el marcador a los 20 minutos, y llegó a anotar un póker de goles al marcar los cuatro tantos de su equipo. La cesión fue, posteriormente, ampliada hasta el 1 de enero. Tras ello, regresó al Manchester United llegando a ser convocado para un partido ante el Swansea el día 11 de enero.

#### Brighton & Hove Albion
El 27 de febrero de 2014 fue cedido al Brighton & Hove Albion en un préstamo de 93 días. Marcó su primer gol para el club el 8 de abril, anotando en la victoria por 4-1 ante el Leicester City, que había sellado el ascenso a la Premier League unos días antes. En total, Jesse jugó en 17 ocasiones, incluyendo los Championship Playoffs, anotando 4 goles.

#### Derby County
El 2 de febrero de 2015 fue cedido, en esta ocasión, al Derby County tras haberse recuperado de su grave lesión. En el equipo de los carneros se hizo con un hueco en el once titular.

### Manchester United
El 16 de agosto de 2014  hizo su debut como titular en la apertura de la Premier League de la mano de Louis van Gaal, en Old Trafford, ante el Swansea City. Aunque fue titular, tuvo que ser sustituido a los 24 minutos por una lesión que le tuvo de baja más de cuatro meses.
El 21 de octubre de 2015 debutó en Liga de Campeones en un empate a uno ante el CSKA. El 7 de noviembre marcó su primer tanto en Old Trafford en una victoria por 2 a 0 ante el West Bromwich Albion. El 21 de mayo de 2016, convirtió el gol que le dio la FA Cup al Manchester United frente al Crystal Palace, en el minuto 110 de la prórroga, en Wembley.
El 7 de agosto de 2016 marcó en la final de la Community Shield, ya con Jose Mourinho, colaborando en la victoria por 2 a 1 ante el Leicester City. El 26 de febrero de 2017 marcó en su tercera final con el club red en la victoria por 3 a 2 ante el Southampton por la Copa de la Liga. El 24 de mayo logró su cuarto título con el club inglés al vencer por 0 a 2 al Ajax en la final de la Liga Europa de la UEFA. En esta ocasión, Lingard salió desde el banquillo y no logró marcar como en las tres ocasiones anteriores.
El 24 de octubre de 2017 marcó un doblete en la victoria por 2 a 0 ante el Swansea en la Copa de la Liga. El 2 de diciembre logró un doblete en la victoria por 1 a 3 ante el Arsenal. El 5 de enero abrió el marcador en el minuto 84 en la victoria por 2 a 0 ante el Derby County  en FA Cup. El 25 de febrero marcó el gol de la victoria ante el Chelsea, logrando así su octavo gol en la Premier League.
Tras ir contando cada vez con menos minutos de juego, el 29 de enero de 2021 fue cedido al West Ham United F. C. hasta final de temporada. Debutó el 3 de febrero anotando un doblete en el triunfo ante el Aston Villa F. C.
Tras la cesión en el conjunto londinense regresó a Mánchester, donde estuvo una campaña más antes de poner fin a su estancia en el club una vez finalizó su contrato en junio de 2022. Formó parte de la entidad durante 11 años en los que llegó a jugar 232 partidos con el primer equipo.

### Nottingham Forest y Seúl
El 21 de julio de 2022 se unió al Nottingham Forest F. C. Estuvo una única temporada en la que marcó dos goles y apenas jugó en los últimos meses de la misma. Entonces permaneció varios meses sin equipo hasta que en febrero de 2024 fichó por el F. C. Seoul.

## Selección nacional
Lingard ha pasado por las categorías sub-17 y sub-21 de la selección inglesa, llegando a participar en el Torneo Europeo sub-21 de 2015 en el que anotó un tanto ante la selección sub-21 de Suecia.
El 8 de octubre de 2016 debutó en categoría absoluta, jugando como extremo izquierdo, en una victoria por 2 a 0 ante Malta. El 23 de marzo de 2018 anotó su primer gol ante Países Bajos (0-1).
Fue convocado para disputar el Mundial de Rusia de 2018 por Gareth Southgate. El 24 de junio, en su segundo partido mundialista, dio una asistencia y anotó un gran gol en la victoria por 6 a 1 ante Panamá. Jesse fue titular habitual durante el torneo, participando en seis de los siete encuentros posibles.

### Participaciones en Copas del Mundo
| Mundial                        | Sede  | Resultado    | Partidos | Goles |
| ------------------------------ | ----- | ------------ | -------- | ----- |
| Copa Mundial de Fútbol de 2018 | Rusia | Cuarto lugar | 6        | 1     |

## Estadísticas

### Clubes
| Club                                    | Div.          | Temporada     | Liga  | Liga  | Copas nacionales | Copas nacionales | Copas internacionales | Copas internacionales | Total | Total | Media goleadora |
| Club                                    | Div.          | Temporada     | Part. | Goles | Part.            | Goles            | Part.                 | Goles                 | Part. | Goles | Media goleadora |
| --------------------------------------- | ------------- | ------------- | ----- | ----- | ---------------- | ---------------- | --------------------- | --------------------- | ----- | ----- | --------------- |
| Leicester City F. C. Inglaterra         | 2.ª           | 2012-13       | 5     | 0     | 0                | 0                | —                     | —                     | 5     | 0     | 0               |
| Leicester City F. C. Inglaterra         | Total club    | Total club    | 5     | 0     | 0                | 0                | 0                     | 0                     | 5     | 0     | 0               |
| Birmingham City F. C. Inglaterra        | 2.ª           | 2013-14       | 13    | 6     | 0                | 0                | —                     | —                     | 13    | 6     | 0.46            |
| Birmingham City F. C. Inglaterra        | Total club    | Total club    | 13    | 6     | 0                | 0                | 0                     | 0                     | 13    | 6     | 0.46            |
| Brighton & Hove Albion F. C. Inglaterra | 2.ª           | 2013-14       | 17    | 4     | 0                | 0                | —                     | —                     | 17    | 4     | 0.24            |
| Brighton & Hove Albion F. C. Inglaterra | Total club    | Total club    | 17    | 4     | 0                | 0                | 0                     | 0                     | 17    | 4     | 0.24            |
| Derby County F. C. Inglaterra           | 2.ª           | 2014-15       | 14    | 2     | 1                | 0                | —                     | —                     | 15    | 2     | 0.13            |
| Derby County F. C. Inglaterra           | Total club    | Total club    | 14    | 2     | 1                | 0                | 0                     | 0                     | 15    | 2     | 0.13            |
| Manchester United F. C. Inglaterra      | 1.ª           | 2014-15       | 1     | 0     | 0                | 0                | —                     | —                     | 1     | 0     | 0               |
| Manchester United F. C. Inglaterra      | 1.ª           | 2015-16       | 25    | 4     | 8                | 2                | 7                     | 0                     | 40    | 6     | 0.15            |
| Manchester United F. C. Inglaterra      | 1.ª           | 2016-17       | 25    | 1     | 7                | 2                | 10                    | 2                     | 42    | 5     | 0.12            |
| Manchester United F. C. Inglaterra      | 1.ª           | 2017-18       | 33    | 8     | 8                | 5                | 7                     | 0                     | 48    | 13    | 0.27            |
| Manchester United F. C. Inglaterra      | 1.ª           | 2018-19       | 27    | 4     | 3                | 1                | 6                     | 0                     | 36    | 5     | 0.14            |
| Manchester United F. C. Inglaterra      | 1.ª           | 2019-20       | 22    | 1     | 9                | 1                | 9                     | 2                     | 40    | 4     | 0.1             |
| Manchester United F. C. Inglaterra      | 1.ª           | 2020-21       | 0     | 0     | 3                | 0                | 0                     | 0                     | 3     | 0     | 0               |
| West Ham United F. C. Inglaterra        | 1.ª           | 2020-21       | 16    | 9     | 0                | 0                | —                     | —                     | 16    | 9     | 0.56            |
| West Ham United F. C. Inglaterra        | Total club    | Total club    | 16    | 9     | 0                | 0                | 0                     | 0                     | 16    | 9     | 0.56            |
| Manchester United F. C. Inglaterra      | 1.ª           | 2021-22       | 16    | 2     | 2                | 0                | 4                     | 0                     | 22    | 2     | 0.09            |
| Manchester United F. C. Inglaterra      | Total club    | Total club    | 149   | 20    | 40               | 11               | 43                    | 4                     | 232   | 35    | 0.15            |
| Nottingham Forest F. C. Inglaterra      | 1.ª           | 2022-23       | 17    | 0     | 3                | 2                | ―                     | ―                     | 20    | 2     | 0.1             |
| Nottingham Forest F. C. Inglaterra      | Total club    | Total club    | 17    | 0     | 3                | 2                | 0                     | 0                     | 20    | 2     | 0.1             |
| F. C. Seoul Corea del Sur               | 1.ª           | 2024          | 26    | 6     | 0                | 0                | ―                     | ―                     | 26    | 6     | 0.23            |
| F. C. Seoul Corea del Sur               | Total club    | Total club    | 26    | 6     | 0                | 0                | 0                     | 0                     | 26    | 6     | 0.23            |
| Total carrera                           | Total carrera | Total carrera | 257   | 47    | 44               | 13               | 43                    | 4                     | 344   | 64    | 0.19            |

## Palmarés

### Títulos nacionales
| Título           | Club                    | País       | Año     |
| ---------------- | ----------------------- | ---------- | ------- |
| FA Cup           | Manchester United F. C. | Inglaterra | 2015-16 |
| Community Shield | Manchester United F. C. | Inglaterra | 2016    |
| Copa de la Liga  | Manchester United F. C. | Inglaterra | 2016-17 |

### Títulos internacionales
| Título                 | Club                    | Sede  | Año     |
| ---------------------- | ----------------------- | ----- | ------- |
| Liga Europa de la UEFA | Manchester United F. C. | Solna | 2016-17 |